# Contracția lantanidelor

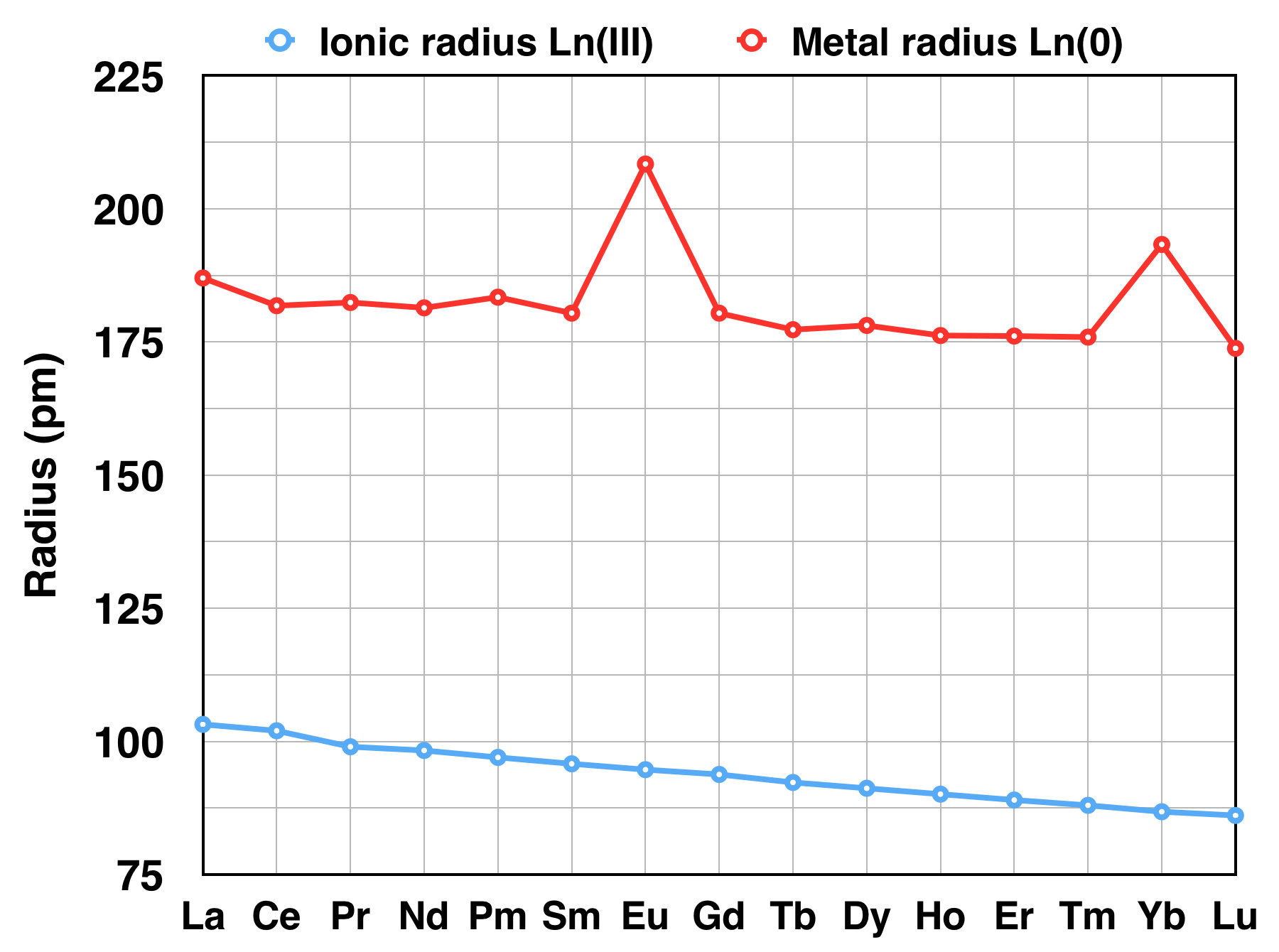
Variația razelor ionice și atomice în seria lantanidelor

În cazul elementelor lantanide, razele ionice și atomice scad odată cu creșterea numărului de ordine Z, fenomen cunoscut sub denumirea de contracția lantanidelor. Fenomenul se datorează atragerii mai intense dintre electronii de valență situați într-un orbital interior 4f, precum și ecranării electronilor f de către învelișul electronic exterior. Fenomenul a fost observat de către geochimistul norvegian Victor M. Goldschmidt și raportat în „Geochemische Verteilungsgesetze der Elemente”.

Variația volumului celulei elementare a fosfaților de tip monazit și xenotim în funcție de raza cationului constituent, în acord cu fenomenul de contracție a lantanidelor

| Element | Configurația electronică a atomului | Raza atomică (pm) | Configurația electronică a ionului Ln3+ | Raza ionului Ln3+ hexacoordinat (pm) |
| ------- | ----------------------------------- | ----------------- | --------------------------------------- | ------------------------------------ |
| La      | [Xe]5d16s2                          | 187               | [Xe]4f0                                 | 103                                  |
| Ce      | [Xe]4f15d16s2                       | 181,8             | [Xe]4f1                                 | 102                                  |
| Pr      | [Xe]4f36s2                          | 182               | [Xe]4f2                                 | 99                                   |
| Nd      | [Xe]4f46s2                          | 181               | [Xe]4f3                                 | 98,3                                 |
| Pm      | [Xe]4f56s2                          | 183               | [Xe]4f4                                 | 97                                   |
| Sm      | [Xe]4f66s2                          | 180               | [Xe]4f5                                 | 95,8                                 |
| Eu      | [Xe]4f76s2                          | 210               | [Xe]4f6                                 | 94,7                                 |
| Gd      | [Xe]4f75d16s2                       | 180               | [Xe]4f7                                 | 93,8                                 |
| Tb      | [Xe]4f96s2                          | 177               | [Xe]4f8                                 | 92,3                                 |
| Dy      | [Xe]4f106s2                         | 178               | [Xe]4f9                                 | 91,2                                 |
| Ho      | [Xe]4f116s2                         | 176               | [Xe]4f10                                | 90,1                                 |
| Er      | [Xe]4f126s2                         | 176               | [Xe]4f11                                | 89                                   |
| Tm      | [Xe]4f136s2                         | 176               | [Xe]4f12                                | 88                                   |
| Yb      | [Xe]4f146s2                         | 193               | [Xe]4f13                                | 86,8                                 |
| Lu      | [Xe]4f145d16s2                      | 174               | [Xe]4f14                                | 86,1                                 |